# نیل هیمالیا
نیل هیمالیا (نام علمی: Indigofera heterantha) نام یک گونه از سرده نیل است.